# Agencia de Noticias Nueva Colombia
La Agencia de Noticias Nueva Colombia (ANNCOL) es la agencia de noticias, situada en Estocolmo, Suecia. Fue fundada en 1996 por informadores americanos y europeos. Mantiene un portal de Internet desde mayo de 1998. Sus metas son «... informar sobre Colombia... ser un vocero de los sectores sin voz en Colombia sobre acciones de movimientos populares, sindicatos y comunidades avanzadas de los países americanos.... que combaten el neoliberalismo y la explotación de las personas». A su vez se autodenominan como una agencia no neutral, parcializada en aras de «ser co-trabajadores en la construcción del futuro de la humanidad». Su director es Joaquin Pérez Becerra y subdirector Dick Emanuelsson, ambos fundadores de la agencia.

## Controversia sobre ANNCOL
Según el gobierno colombiano, la agencia ANNCOL apoya de manera efectiva a las Fuerzas Armadas Revolucionarias de Colombia - Ejército del Pueblo (FARC-EP), agrupación que fue considerada hasta 2016 como terrorista por 33 Estados (como Colombia, Perú, Estados Unidos, Canadá, Nueva Zelanda y la Unión Europea, entre otros) y cuyas acciones consisten en narcotráfico, guerra de guerrillas, así como técnicas como la implantación de minas antipersona, el asesinato de civiles, miembros del gobierno, policías y militares, el secuestro con fines políticos o extorsivos, atentados con bombas o cilindros de gas, y actos que han provocado desplazamientos forzados de civiles, en su esfuerzo por la construcción de un país justo y equitativo para los campesinos que han sido violentados por más de 20 décadas por el Estado colombiano y fuerzas de extrema derecha. Sin embargo, dicho apoyo ha sido negado por los promotores de la agencia.
El gobierno colombiano ha lanzado repetidas advertencias en el ámbito de que organizaciones humanitarias eviten cualquier tipo de "mediación" con las FARC-EP sin el permiso oficial del gobierno. En el pasado, gobiernos de varios países europeos, Venezuela y la Iglesia católica han obtenido dichos permisos, con resultados variables. 
El otrora presidente de Colombia Álvaro Uribe , actualmente investigado por la Corte interamericana de Derechos Humanos, declaró que «A mí lo que me preocupa es que un avance de la ciencia, tan importante como lo es el Internet, lo use el terrorismo... A esos individuos de ANNCOL, que manejan una página de Internet, estén aquí en Colombia, en el extranjero, en Europa, la respuesta que les tengo es que vamos a procurar meterlos en la cárcel... es más culpable un bandido de esos de ANNCOL que los campesinos que, engañados por la guerrilla, están hoy cuidando y están hoy torturando a los secuestrados».
La revista colombiana Semana y ANNCOL han intercambiado artículos y editoriales criticándose mutuamente. Aunque Semana acepta que ANNCOL fue fundada por "exilados políticos de la Unión Patriótica, UP", también alega que ANNCOL es parte de un esfuerzo conjunto de miembros de la guerrilla en Europa para «desarrollar una campaña política a favor de las Farc y en contra del gobierno... buscar un aumento de la presión de la UE sobre el gobierno de Uribe para que éste decida negociar el acuerdo humanitario bajo las condiciones de las Farc... persuadir a los gobiernos de la UE a que eliminen sus ayudas militares, con base en denuncias de los vínculos entre la Fuerza Pública colombiana y las autodefensas... difundir tanto su ideología como su propia versión de la historia colombiana... infiltrar organizaciones ideológicamente allegadas... y usarlas como plataformas». De acuerdo con Semana, revista con orientaciones en pro de gobierno, empresarios y partidos políticos tradicionales, en los computadores confiscados a Raúl Reyes hay información que muestra que las FARC tienen representación en el equipo de redacción de ANNCOL y que le proporciona apoyo financiero.
Dick Emanuelsson, el subdirector de Anncol que menciona Semana, rechazó esas acusaciones, indicando que el gobierno de Colombia tiene periodistas que trabajan a sueldo para el ejército del país. Emanuelsson explicó que algunas de las entrevistas, las cuales son el origen de las acusaciones sobre sus vínculos con las FARC-EP, habían sido ofrecidas por él mismo a Semana antes de su publicación en Café Stereo o ANNCOL. Café Stereo, la Asociación Jaime Pardo Leal, la Agencia Venezolana de Noticias en Italia, la Agencia Prensa Rural la cual se encuentra en servidores de Dinamarca pero que desarrolla su trabajo dentro del territorio colombiano y el Grupo de Información Alternativa Nueva Colombia en Alemania fueron acusados en el mismo artículo de Semana de ser "sitios de noticias pro-Farc".
En abril de 2011, Su director y dueño del dominio de Internet de ANNCOL, Joaquín Pérez Becerra, Exconcejal de la UP que escapo del genocidio contra este partido y llegó a Suecia en calidad de refugiado político, fue capturado por la Interpol en Venezuela y extraditado a Colombia por parte del gobierno de Hugo Chávez. Según pruebas encontradas en los computadores del Mono Jojoy por el gobierno colombiano, Pérez Becerra utilizaba Anncol en coordinación con altos mandos de las FARC-EP para llevar a cabo campañas mediáticas. Sin embargo, el periodista colombiano Carlos Lozano entre otras voces, aseguró que Pérez no pertenece a las FARC-EP en una carta abierta y declaró que aunque Pérez Becerra fuera el director de ANNCOL, con sede en Suecia y publicada con la anuencia del gobierno de ese país, no lo convertía en integrante de ese grupo.

"Se puede discrepar del estilo de ANNCOL y de algunas de sus publicaciones, pero eso no convierte a su director en terrorista o en miembro de las FARC. ANNCOL no oculta su simpatía por el grupo guerrillero y tiene todo el derecho de hacerlo, es la libre opinión en el ejercicio de la comunicación alternativa".
Carlos Lozano, periodista colombiano.

En julio del 2014, después de más de 3 años de encarcelamiento, Joaquín Pérez fue declarado inocente de todos los cargos en su contra y recibió su libertad inmediata e incondicional.

## Bloqueo del sitio en Internet
El nombre de dominio de ANNCOL ha cambiado a través del tiempo, manteniendo el prefijo "anncol" en su nombre de dominio pero cambiando el nivel superior del dominio de .uk a .org y últimamente a .info.
En el año 2002, en visita oficial a Estocolmo, el Exvicepresidente Colombiano Francisco Santos Calderón se quejó públicamente sobre el sitio en Internet de ANNCOL. En 2003 ANNCOL cambió la sede de su sitio web de Suecia a Dinamarca. ANNCOL se quejó a su vez sobre la "persecución" de los embajadores colombianos en Suecia, Fernando Sanclemente y Carlos Holmes Trujillo. En el año 2004, el presidente de la organización de apoyo local de ANNCOL en Dinamarca fue acusado como terrorista por haber pedido públicamente a los daneses a conseguir fondos para la guerrilla colombiana adquiriendo camisetas con el logotipo de las FARC-EP impreso en ellas.
Con la detención de Joaquín Pérez, y su posterior extradición a Colombia a pesar de las protestas de muchas organizaciones e intelectuales, el sitio ANNCOL estuvo fuera de funcionamiento por unos días, para después regresar como https://web.archive.org/web/20080409030409/http://www.anncol.eu/ con Dick Emanuelsson como subdirector.

## Columnistas
- Alberto Pinzón Sánchez